# Gillian Boxx
Gillian Dewey Boxx (* 1. September 1973 in Fontana) ist eine ehemalige US-amerikanische Softballspielerin.

## Karriere
Boxx wurde bei den Olympischen Spielen 1996 in Atlanta Olympiasiegerin im Softball. Bereits zuvor hatte sie mit der US-Nationalmannschaft zwei Weltmeistertitel gewonnen – 1994 und 1998. Ihre Collegekarriere absolvierte sie zwischen 1992 und 1995 an der University of California, Berkeley, während derer sie viermal in das All-American-Team gewählt wurde. Nach dem Ende ihrer aktiven Laufbahn war sie zunächst als Softballtrainerin tätig, unter anderem an der University of Notre Dame sowie an ihrer Alma Mater in Berkeley. Später arbeitete sie als Feuerwehrfrau in der San Francisco Bay Area. Boxx spielte auf der Position des Catchers und ist die ältere Schwester der ehemaligen Fußballspielerin Shannon Boxx, die unter anderem drei Mal Olympiagold gewann.